# János Balassa
János Balassa (Johann Balassa, ur. 5 maja 1814 w Sárszentlőrinc, zm. 9 grudnia 1868 w Peszcie) – węgierski lekarz, chirurg, członek Węgierskiej Akademii Nauk. Studiował medycynę w Wiedniu, następnie wykładał chirurgię na Uniwersytecie w Peszcie. Zajmował się głównie chirurgią pęcherza moczowego.

## Wybrane prace
- Gyakorlati sebészet. Peszt, 1844
- A hassérvekről. Peszt, 1853
- Új műtét módozata az orrképzés körül. Peszt, 1863
- Képző műtétek. Peszt, 1867
- B. J. összegyűjtött kisebb művei. Összeállította Fanny Gyula, Budapeszt 1875